# 特德·哈格里夫斯
特德·哈格里夫斯（英語：Ted Hargreaves，1943年11月4日—2005年11月3日），加拿大男子冰球运动员，场上位置是前锋。他曾代表加拿大参加1968年冬季奥林匹克运动会冰球比赛，获得一枚铜牌。